# 31134 Zurria
31134 Zurria è un asteroide della fascia principale. Scoperto nel 1997, presenta un'orbita caratterizzata da un semiasse maggiore pari a 2,4061968 UA e da un'eccentricità di 0,1237635, inclinata di 3,61149° rispetto all'eclittica.